# Vlachovice (ort i Tjeckien, Zlín)
Vlachovice är en ort i Tjeckien.   Den ligger i regionen Zlín, i den östra delen av landet, 280 km öster om huvudstaden Prag. Vlachovice ligger 345 meter över havet och antalet invånare är 1 532.
Terrängen runt Vlachovice är varierad. Vlachovice ligger nere i en dal. Runt Vlachovice är det ganska tätbefolkat, med 80 invånare per kvadratkilometer. Närmaste större samhälle är Valašské Klobouky, 5,3 km öster om Vlachovice. Omgivningarna runt Vlachovice är en mosaik av jordbruksmark och naturlig växtlighet.